# Kramfors (stacja kolejowa)
Kramfors (szwedzki: Kramfors järnvägsstation) – stacja kolejowa w Kramfors, w regionie Västernorrland, w Szwecji. Budynek dworca jest także używany przez autobusy pod wspólną nazwą Kramfors resecentrum.

## Historia
W 1893 roku otwarto linię kolejową przez Kramfors i powstał pierwszy budynek dworca. Nowy budynek dworca został zbudowany w 1967 roku. W roku 2001 ruch na linii zamarł. Kilka lat wcześniej, jednak została podjęta decyzja o budowie Botniabanan. Dla Kramfors oznaczało to, że linia kolejowa przez miasto zostanie zmodernizowana do obsługi ruchu na Botniabanan i ruch pasażerski ponownie powróci. Podjęto decyzję o zburzeniu i wybudowaniu nowego dworca, a także o utworzeniu dworca autobusowego w ramach centrum podróży (resecentrum). W 2009 r. rozebrano starą stację, a nowa stacja otwarta przez króla Karola XVI Gustawa została otwarta w sierpniu 2010.

## Linie kolejowe
- Ådalsbanan